# El lindo don Diego

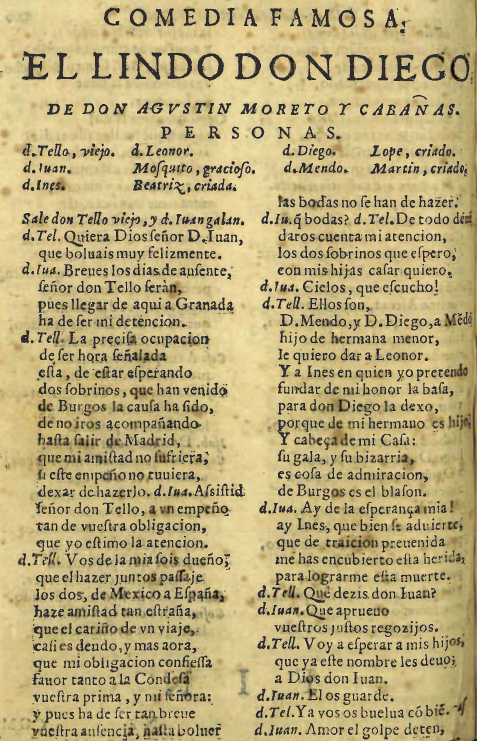
Comienzo de la edición de «El lindo don Diego», en la Parte diez y ocho de comedias nuevas escogidas de los mejores ingenios de España ..., Madrid, Gregorio Rodríguez, 1662, f. 100v.-120v. Biblioteca Nacional de España. Sig. R/22671.

El lindo don Diego es una obra de teatro de Agustín Moreto, publicada en 1662. Se trata de una comedia de enredo, de las llamadas «de figurón», cuya trama gira en torno a un personaje central caracterizado como vanidoso. La acción de la comedia tiene lugar en Madrid y se distribuye en tres jornadas o actos.
Es posible encontrarle un antecedente en otra comedia anterior, El Narciso en su opinión de Guillén de Castro, con la que tiene múltiples puntos de contacto. Y otro antecedente más antiguo en el Miles gloriosus de Plauto, por la vanidad y petulancia que exhibe su personaje principal.

## Personajes
- Don Tello, viejo, enriquecido en México, quiere casar a sus dos hijas, Inés y Leonor, con dos sobrinos suyos de Burgos.
- Doña Inés, hija de don Tello, enamorada en secreto de don Juan.
- Doña Leonor, hija de don Tello, no enamorada previamente, que acepta gustosa como novio a don Mendo.
- Don Juan, joven galán, amigo de don Tello y amante en secreto de doña Inés.
- Don Diego, sobrino burgalés de don Tello, fatuo y engreído: es el «figurón» de la obra. Don Tello le destina a marido de doña Inés.
- Don Mendo, el otro sobrino burgalés que don Tello destina como marido a doña Leonor. Don Diego y don Mendo entre sí son primos, no hermanos.
- Mosquito, criado de don Tello, «gracioso» de la obra.
- Beatriz, criada resabiada de don Tello, amante de Mosquito, que se hace pasar por una condesa prima de don Juan para engatusar a don Diego.
- Lope y Martín, criados sin apenas papel en la obra.
- Isabel, una criada de Beatriz cuando aparece disfrazada de condesa. Su aparición queda limitada a una escena en la jornada segunda.

## Argumento
El enredo gira en que don don Tello concierta el matrimonio de sus hijas  doña Leonor y doña Inés con, respectivamente, don Mendo y don Diego, sin haberlas consultado antes. Cuando llegan los novios, Leonor acepta de buen grado a su prometido, don Mendo, por ser un caballero recto y galán, pero Inés —que ya tiene un novio secreto en don Juan— queda desalentada por los rasgos de arrogancia ridícula de su designado novio, don Diego, pese a lo cual no se atreve a desobedecer a su padre. 
Para ayudar a Inés, Mosquito, criado de la casa, tiende a Diego una trampa, haciendo pasar a Beatriz como una condesa de gran alcurnia y rico patrimonio. Diego sucumbe a la trampa, intenta seducir a una Beatriz que muestra unos modales elevados y una conversación «culterana», en uno de los rasgos de humor más logrados de la comedia, y decide renunciar a su novia, Inés, en beneficio de la condesa. Se producen múltiples incidentes, durante los cuales se plantean varios conatos de duelo a espada, ante las acusaciones de infidelidad falsas pero creíbles que Diego urde contra Juan y Mendo. Al final Diego es enfrentado por el padre, don Tello, que le reprocha su infidelidad. Diego reacciona airado, anunciando su matrimonio con quien cree mujer de mejor cuna. Todo ello elimina los obstáculos que oponía el padre para el enlace entre Inés y Juan. Mosquito termina revelando la verdad sobre Beatriz, y Mendo y Leonor, Juan e Inés y Mosquito y Beatriz pueden por fin ver cumplidos sus anhelos de enlace matrimonial, mientras que la única preocupación de Diego es el daño a su imagen, al conocer que Beatriz es solo una sirvienta.

## Características
Se considera a El lindo Don Diego la obra más significativa del subgénero denominado «comedia de figurón». Se denomina así por el peso que recae en un personaje —el figurón— portador de una percepción singular del mundo en invevitable conflicto con la sociedad que le rodea.
El personaje cómico en estas obras manifiesta dos características principales: 1) una tendencia obsesiva que le impide la consideración de otras realidades; 2) una incapacidad absoluta de verse como le ven los otros, de entender lo cómico de su comportamiento.

Todo ello redunda en un tratamiento de la figura del figurón que resalta sus rasgos más ridículos. La personalidad desbordante de don Diego lo convierte en el motor de la acción junto con el donaire, Mosquito. Esto es porque la sátira hacia don Diego se realiza a través de su apariencia, sus gestos y sus palabras, aunque Mosquito —el gracioso— es también el artífice del engaño al crédulo galán. 
Lobato apunta que el equilibrio estructural recae sobre estos dos personajes: aunque el humor se desprende de la secuencia de actos protagonizados por don Diego, la continua presencia de Mosquito suplementa este mecanismo mediante la verbalización de no pocos elementos ridículos que durante la obra surgen en relación con el figurón. De hecho, debido a esta diversificación del peso de la acción, algunos autores como Sáez Raposo han propuesto ajustar la taxonomía del subgénero en este caso denominándolo comedia «con figurón».
La raíz de la comicidad de El lindo es, en síntesis, el continuo cisma entre la realidad que vive y sus juicios y acciones para con ella. A partir de una idea fantástica de sí mismo, introduce una serie de convencimientos y de actos que son motivo de risa o de desesperación para el resto de personajes. Para dar más fuerza a esta fractura, se sitúa frente a él a un personaje antitético, su primo don Mendo, que se desenvuelve como un galán de extremada discreción y maneja con soltura las relaciones sociales.
En la construcción del humor de la comedia resultan importantísimos los apartes, que son parlamentos enunciados por los autores directamente al público y a algunos personajes en detrimento de otros, que no los escuchan. A través de ellos, numerosos personajes expresarán sus comentarios respecto del lindo. Puede afirmarse, con Lobato, que los apartes constituyen una estructura profunda a través de la que se comunican el resto de personajes durante los intercambios en que don Diego está presente, provocando así un desconocimiento de la situación real que lo aísla y lo ensimisma totalmente.

## Temas
A través de todos estos juegos, Moreto pone en tela de juicio una buena cantidad de problemas sociales. Los más inmediatos y obvios son los que encarna el protagonista: la presunción y la petulancia, el orgullo desmesurado, el individualismo y la cobardía de no reconocer lo que nos es incómodo. Sin embargo, la actitud coercitiva del padre con su hija es claramente negativa, y se exacerba más al mantenerse fiel a pesar de las características del futuro desposado. Si bien es cierto que no es El sí de las niñas, se atisba ya la certera crítica del matrimonio involuntario, puesta en boca de doña Leonor en un largo y preciso parlamento.
No queda impune el lenguaje culto -o culterano- criticado sagazmente mediante el personaje de Beatriz, que parodia a la «culta latiniparla». Ejemplos de réplicas «cultas» de la pretendida condesa:

Beatriz

 Y si él pregunta «¿Cómo estáis?», acaso,

 ¿qué le he de responder?

Mosquito

 En garatusa:

 «Libidinosa, crédula y obtusa».

Beatriz

 ¿Qué intento os lleva neutral

 a mis coturnos cortés?

Beatriz

 En fin, ¿venís rutilante

 a mi esplendor fugitivo

 para ver si yo os esquivo

 a mi consorcio anhelante?

Don Diego

 Hablaros despacio intento.

Beatriz

 Pues apropincuad asiento.

Beatriz

 Súbito, no meditado,

 vuestro pretexto colijo.

Don Diego

 Paréceme que un poquito

 vos estáis de mí pagada.

Beatriz

 Adusta, sí; no implicada.

Beatriz

 Remito, por lo que expreso,

 la locución otro día.

Don Diego

 ¿En efeto seréis mía?

Beatriz

 Cogitación habrá en eso.

Don Diego

 Ese sí al alma regala.

Beatriz

 Pensaislo con juicio agreste.

Agustín Moreto: El lindo don Diego, Jornada segunda, versos 1605-1740

La mofa se dirige con claridad hacia los que admiran el registro elevado por cuanto son incapaces de entenderlo. Se emparenta de este modo con las críticas que ya hiciera Quevedo (doctrina muerta, letra no tocada).

## Influencias
Son varios los elementos y asuntos que inspiran la comedia, por lo que se puede hablar de una poligénesis. Por un lado, se documentan durante el Siglo de Oro varias locuciones que involucran a un personaje indeterminado llamado don Diego; ya en 1612, está documentada la expresión «¡Lindo Don Diego!» en una pieza de Mira de Amescua, y volverá a aparecer en Lope, Calderón, Tirso y en el mismo Moreto con anterioridad. Al margen de ese sustrato popular, la famosa obra que el madrileño toma como modelo es El Narciso en su opinión, de Guillén de Castro, publicada en 1625. Esta reformulación del figurón acaba por producir una comedia superior a su precedente, puesto que Moreto sofistica los mecanismos de conformación del personaje. Mientras que Guillén de Castro construye a don Gutierre mediante hipérboles descriptivas y un protagonismo absoluto, su análogo moretiano va revelando su personalidad a través de sus relaciones con el resto, y reparte su protagonismo con un donaire que se sitúa en posición contraria al figurón: estos son planteamientos que luego producen una obra mucho más fructuosa.
Por último, El lindo don Diego comparte la columna vertebral de su argumento con un entremés previo del propio Moreto llamado El aguador. Como queda subrayado en el artículo de Héctor Brioso, en el argumento encontramos la estafa canónica de tipo amoroso en la que el engaño se produce por la vía del matrimonio, con la medranza económica como finalidad.

## Fortuna escénica
Hoy día es considerada una de las obras capitales de Moreto, de la mano de El desdén, con el desdén. Pero sus inicios no fueron tan prometedores: no parece haber indicios de su presencia en los escenarios del XVII, aunque sí durante el XVIII: seguramente la validación cultural dada por la adaptación de Molière —La Princesse d’Élide— fue decisiva para su surgimiento en escena: el comediógrafo francés la estrena durante una fiesta palaciega en Versalles solo dos años después de la publicación de nuestra comedia. El lindo sobrevive también a través de todo el siglo XIX, siendo representada en Madrid durante y después de la guerra de la Independencia. 

## Representaciones destacadas
- Teatro María Guerrero, Madrid, 1955.[6]
  - Dirección: J. Cátedra.
  - Intérpretes: Cecilia Ferraz, Amelia Hermida, Carmen Ortega, Paco Valladares, Ramón Corroto, Luis Morris.
- Teatro Español, Madrid, 1963.[7]
  - Dirección: Cayetano Luca de Tena.
  - Intérpretes: Antonio Gandía, Armando Calvo, Carmen Bernardos, Maite Blasco, Miguel Ángel, Alicia Hermida, Juanjo Menéndez.
- Televisión española. Teatro de siempre. 26 de junio de 1969.
  - Dirección: Francisco Abad.
  - Intérpretes: Ramón Corroto, José Franco, Carlos Ballesteros, Pilar Puchol, Nicolás Dueñas.
- Teatro Zorrilla, Valladolid. 1972.[8]
  - Adaptación: Antonio Mingote.
  - Intérpretes: Juanjo Menéndez (don Diego), Marisol Ayuso (Beatriz), Almudena Cotos (doña Inés), María Kosty (doña Leonor), Augusto García Flores, Fernán Tejela, José María Portillo.
- Televisión española. Estudio 1. 13 de julio de 1973.
  - Dirección: Francisco Abad.
  - Intérpretes: Juanjo Menéndez (don Diego), Lola Cardona, Manuel Galiana, Carmen de la Maza, Manuel Peiró, Belinda Corell, Rafael López Somoza.
- Plaza de Vázquez de Mella, Veranos de la Villa Madrid, 1980.[9]
  - Dirección: Antonio Guirau.
  - Intérpretes: Manuel de Blas, Luz Olier, Miguel Caiceo, Irene Villar, Julio Gavilanes, Carlos Mendy.
- Televisión española. Estudio 1. 20 de diciembre de 1980.[10]
  - Adaptación: Cayetano Luca de Tena.
  - Intérpretes: Francisco Portes (don Diego), Julia Trujillo (Beatriz), Luisa María Armenteros (doña Inés), Flavia Zarzo (doña Leonor), Luis Lorenzo (Mosquito), Eduardo Martínez, Rafael Guerrero.
- Real Coliseo de Carlos III, San Lorenzo de El Escorial, 1984.
  - Dirección: Antonio Guirau.
  - Intérpretes: Ignacio de Paúl, Luz Olier, Juan Antonio Gálvez, Maribel Rivera, Luis Perezagua.
- Corral de Comedias, Almagro, 1990.[11]
  - Adaptación: José García Nieto.
  - Intérpretes: Francisco Portes , Carlos Mendy, Luisa Armenteros, Concha Goyanes, Luis Lorenzo, Julia Trujillo, Carmen Robles.
- Instituto del Teatro, Sevilla, 1994.[12]
  - Dirección, dramaturgia y puesta en escena: Pedro Álvarez-Ossorio.
  - Escenografía: David Milán
  - Intérpretes: Antonio Dechent, Carlos Álvarez-Novoa, Sebastián Haro, Carmen León, José María Sánchez Rey, María Galiana, Reyes Ruiz, Magdalena Barbero.
  - Ayudantes de dirección: Sonia Carmona, David Fernández Troncoso, José Carlos Salmerón y Jaime Vicent Bohórquez.
- Muralla árabe, Madrid. 2001
  - Dirección: Juan Pedro de Aguilar.
  - Intérpretes: Manuel Andrés, Cristina Goyanes, Pedro Valentín, Eva Cobo, Fernando Conde, Antonio Vico, Encarna Gómez.
- Teatro Real Cinema, Madrid, 2007.
  - Dirección: Denis Rafter
  - Intérpretes: Fernando Conde, Alejandra Torray, José Hervás, Ricardo Vicente, Maribel Lara,

## Ediciones
- Comedia famosa «El lindo don Diego» (ed. facsímil) (enlace roto disponible en Internet Archive; véase el historial, la primera versión y la última).. Edición digital: Alicante, Biblioteca Virtual Miguel de Cervantes; Madrid, Biblioteca Nacional, 2010. Reproducción digital a partir de la Parte diez y ocho de comedias nuevas escogidas de los mejores ingenios de España ..., Madrid, Gregorio Rodríguez, 1662, f. 100v.-120v. Localización: Biblioteca Nacional (España). Sig. R/22671.
- Comedia. El lindo don Diego, Salamanca, Francisco de Tóxar, [179-?]. OCLC 16271112
- Comedias escogidas de don Agustín Moreto y Cabaña Archivado el 1 de mayo de 2018 en Wayback Machine., ed. lit. Luis Fernández-Guerra y Orbe, Madrid, Rivadeneyra (Biblioteca de Autores Españoles), 1856. «El lindo don Diego» en pág. 351 y ss., pág. 411 del archivo en pdf. Lector de openlibrary.
- El lindo don Diego Archivado el 11 de febrero de 2021 en Wayback Machine. Texto base de la edición crítica de Francisco Sáez Raposo, en el marco del proyecto editorial www.moretianos.com que publica en papel la editorial Reichenberger (Kassel).
- Juliá Martínez, Eduardo, ed. (1957). El lindo Don Diego. Zaragoza: Ebro.
- Casa, Frank P.; Primorac, Berislav, eds. (1977). El lindo Don Diego. Madrid: Cátedra. ISBN 978-84-376-0105-2.
- Lobato, María Luisa; Sáez Raposo, Francisco; Cantalapiedra Delgado, Sofía et al., eds. (2013). Agustín Moreto. Segunda parte de comedias, VIII. Contiene: El caballero del Sacramento o El Eneas de Dios; El valiente justiciero o El ricohombre de Alcalá; El lindo don Diego. Kassel: Edition Reichenberg. ISBN 978-3-944244-10-5.